# Erich Übelacker
Erich Übelacker (19 ottobre 1899 – 30 giugno 1977) è stato un ingegnere tedesco.

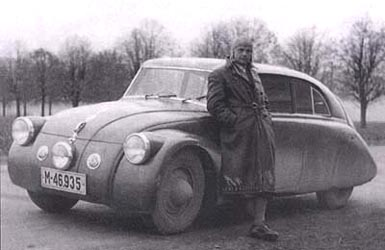
Erich Übelacker con una Tatra 77a coupé, 1935

Übelacker studiò ingegneria meccanica all'Università tecnica di Praga, dove successivamente lavorò come assistente del professor Rudolf Dörfl. Dal 1927 al 1939 lavorò alla Tatra a Kopřivnice in Moravia sotto la guida di Hans Ledwinka. Insieme al figlio di Ledwinka, Erich, Übelacker sviluppò la Tatra tipo 57 e progettò le prime vetture aerodinamiche Tatra con motori posteriori raffreddati ad aria T77, T77a, T87 e T97. Nel periodo 1939-1941 lavorò per la fabbrica automobilistica austriaca Steyr, trasferendosi in seguito alla Daimler-Benz di Stoccarda, dove costruì motori a turbina tra il 1941 e il 1945. Come prigioniero di guerra  continuò il lavoro sui motori a turbina presso la Turbomeca a Pau, in Francia. Dal 1949 al 1961 fu capo progettista di utilitarie e automobili speciali alla Borgward a Brema, in Germania. È stato autore di un gran numero di brevetti relativi al design automobilistico.